# Petites esquisses d'oiseaux
Pour les articles homonymes, voir esquisse (homonymie).
Petites esquisses d'oiseaux, est une œuvre pour piano d'Olivier Messiaen composée en 1985, dédiée à sa femme Yvonne Loriod. Elle comporte six parties, dont trois consacrées au rouge-gorge.
Dans la préface, Messiaen écrit : « Ce sont six pièces très courtes. Elles sont à la fois très semblables et très différentes. Très semblables par le style harmonique où évoluent des complexes de sons aux couleurs changeantes. Ce sont les bleus, les rouges, les orangés, les violets, des « accords à renversements transposés », qui dominent. Les « accords à résonance contractée » et les « accords du total chromatique » y ajoutent leurs couleurs plus violentes ou plus subtiles. Par contre, chaque oiseau ayant son esthétique propre, les mouvements mélodiques et rythmiques diffèrent d’une pièce à l’autre. Les trois pièces consacrées au Rouge-gorge contiennent des arpèges perlés, descendants, presque des glissandos, suivis de notes lentes, et de dessins plus raffinés. Le Merle noir chante quelques strophes ensoleillées, un peu victorieuses. La Grive musicienne se fait remarquer par ses répétitions à caractère incantatoire. Enfin, l’Alouette des champs, qui termine, possède une volubilité grésillante, tournant autour d’une dominante aiguë, ponctuée de temps en temps par deux notes lentes et fortes, le tout correspondant aux phases du vol de l’oiseau. »

## Création

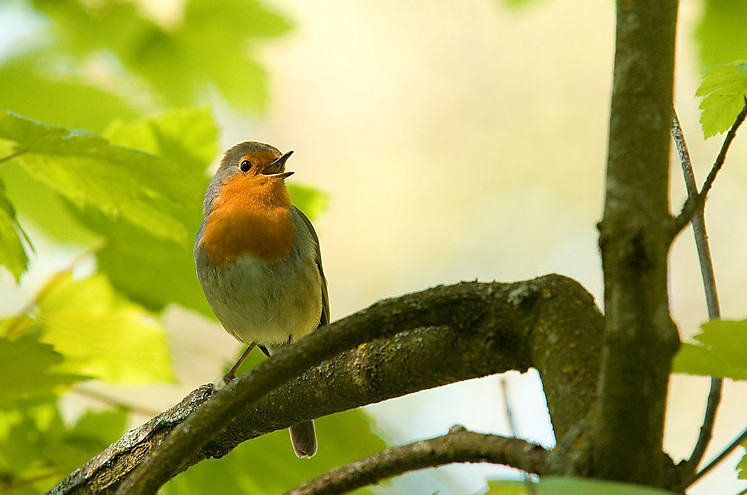
Rouge-gorge

La pièce a été créée au Théâtre de la Ville à Paris le 26 janvier 1987 par Yvonne Loriod.

## Titre des pièces
1. Le Rouge-gorge (Erithacus rubecula)
2. Le Merle noir (Turdus merula)
3. Le Rouge-gorge (Erithacus rubecula)
4. La Grive musicienne (Turdus philomelos)
5. Le Rouge-gorge (Erithacus rubecula)
6. L'Alouette des champs (Alauda arvensis)

## Discographie
- Yvonne Loriod, piano (+ Huit Préludes, Quatre Études de rythme) Disque Erato 2292-45505-2/V ECD 71589, 1987-88
- Fredrik Ullén, piano Disque BIS-CD-1803, 2012
- Marie Vermeulin, piano Disque paraty 612118, 2013